# 스키에르니에비체군

우치주 지도에 표시된 스키에르니에비체군의 위치

스키에르니에비체군(폴란드어: powiat skierniewicki)은 폴란드 우치주에 위치한 군으로 면적은 756.12km2, 인구는 37,779명(2006년 기준), 인구 밀도는 50명/km2이다. 군청 소재지는 스키에르니에비체이지만 스키에르니에비체군에 속하지 않고 별도의 도시군으로 존재한다.
북쪽으로는 마조프셰주 소하체프군, 동쪽으로는 마조프셰주 지라르두프군, 남쪽으로는 라바군, 토마슈프군, 서쪽으로는 브제지니군, 북서쪽으로는 워비치군과 접한다. 9개 지방 자치체(9개 농촌)를 관할한다.

군 문장